# 創成川東

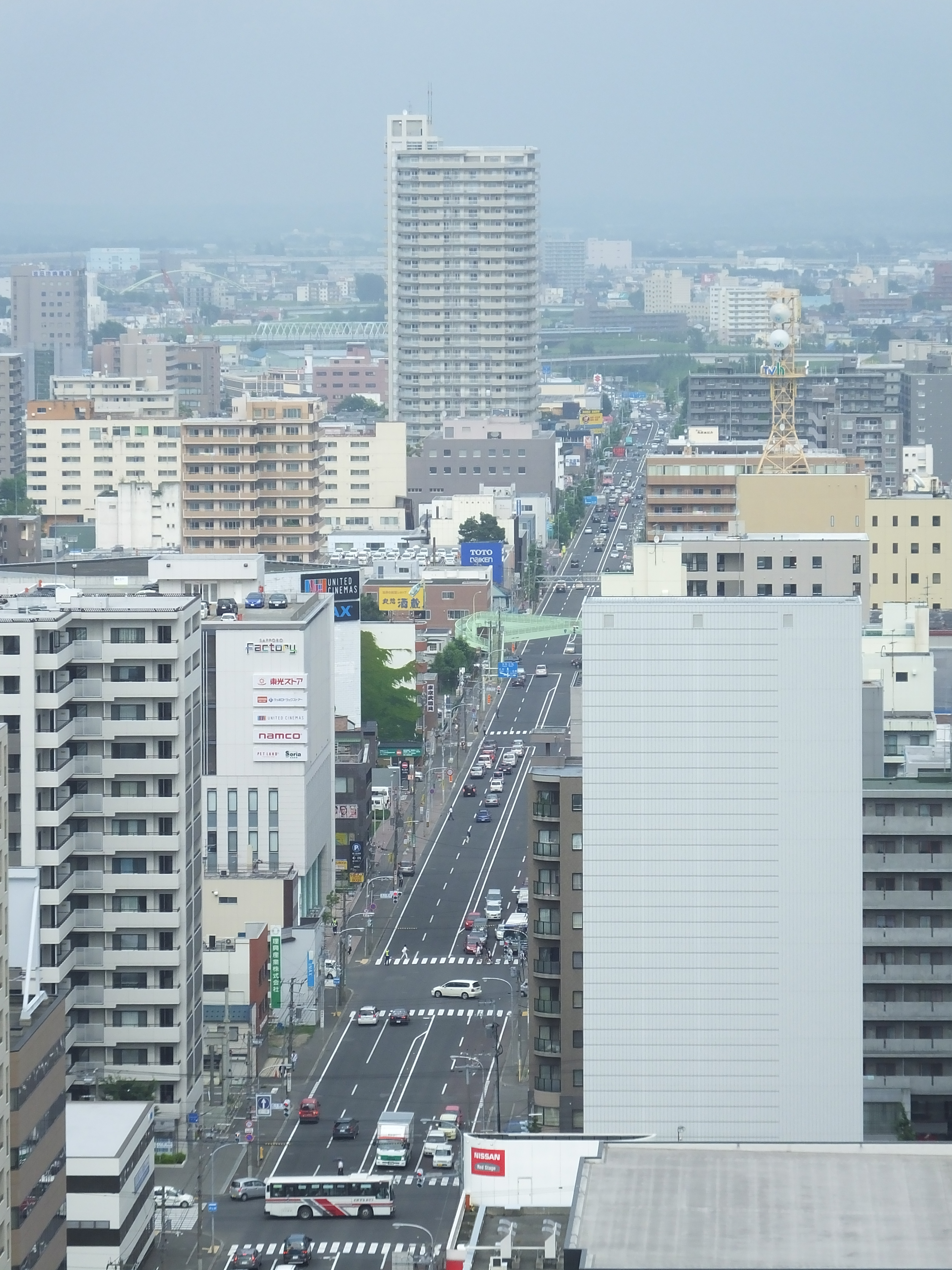
札幌市役所屋上から見た国道12号（北1条雁来通）

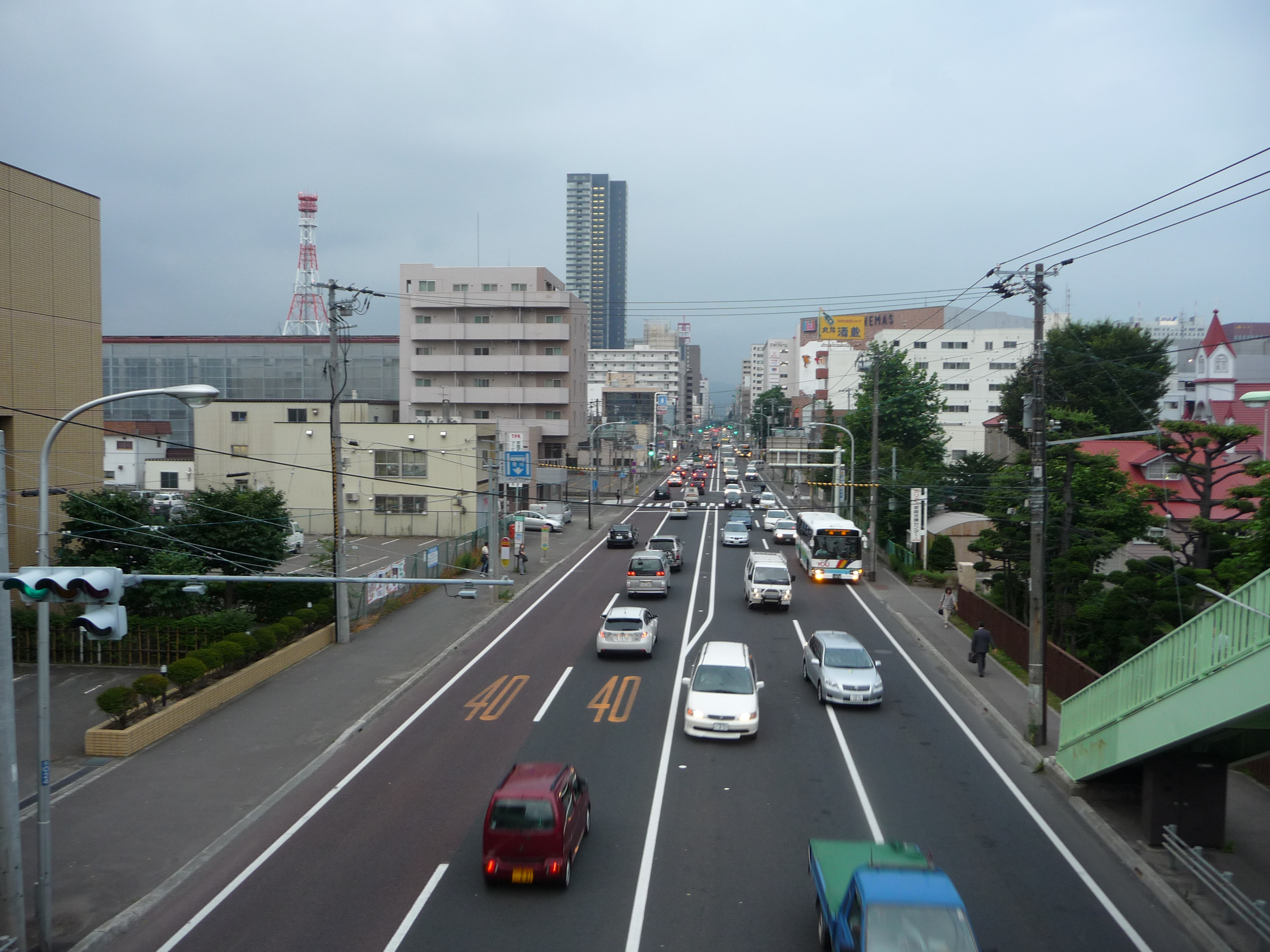
北1東6交差点より大通方

創成川東（そうせいがわひがし）とは、北海道札幌市中央区の創成川若しくは創成川通（国道5号）から東側の地域を指す名称である。創成川イーストとも呼ばれる。札幌駅や大通公園、すすきのといった札幌都心に至近で、マンション建設が盛んに行われている。

## 概説
創成川東とは前述の通り創成川周辺から東側の地域を指すが、住所表示では「北/南○条東○丁目」または「大通東○丁目」となっている。地域の南部から北東部へ豊平川が流れており、両岸のほとりは市民の憩いの場となっている。また住所表示とは別に中央区の地区名称として、東8丁目通を境に東側が苗穂地区、西側のうち大通より北側が東北地区、南側が東地区となっている。
東北地区は主に国道12号（北1条雁来通）や北3条通、東8丁目篠路通が通る道路交通の要衝であり、サッポロファクトリーのようなショッピングモールや永山記念公園のような緑地公園などが沿道にある。また旧永山武四郎邸やカトリック北一条教会のような歴史的建造物も多く残されている。
東地区はビッグタワー南3条やラフィネタワー札幌南3条といった超高層マンションを始め、マンション開発が盛んな地域である。
南東部には日本清酒を初めとする工場が明治時代より続いている。
鉄道駅はJR函館本線苗穂駅と札幌市営地下鉄東西線バスセンター前駅の2つがあり、その他東北地区北西部は札幌駅、東地区南西部は札幌市営地下鉄東豊線豊水すすきの駅にも至近である。特に東北地区と東地区の境界に位置するバスセンター前駅周辺はオフィスビルが多く、活発な再開発に合わせ都心部を東4丁目まで拡大しようとする動きも見られる。
東部の苗穂地区は南郷通や国道275号（北1条雁来通）、苗穂丘珠通の起点であり、工場や倉庫が多くなっているが、苗穂駅を西側に移転して東区の鉄東・苗穂地区とともに、周辺のまちづくりを進める構想がある（後述）。
創成川東といえばサッポロファクトリーや二条市場の周辺というイメージが強く、狭義の範囲として東北・東地区のみを指したり、苗穂地区を含む際に「創成川東・苗穂エリア」という表記がなされたりすることもある。
住民基本台帳による2010年7月1日現在の北/南○条東○丁目・大通東○丁目の人口は16,986人で、中央区の人口（211,286人）のうち8％を占めている。2005年7月1日時点での人口は11,943人であり、5年間で5,043人（+42％）増えている。特に東北地区での人口増加が著しく、札幌市の中でも突出している中央区の人口増加率を支えていることが分かる。今後も同じ都心周辺の地域である中島公園周辺や円山地域とともに、マンション開発が集中するとされている。

### 創成川東秋まつり
当地区では9月中旬に、地域住民と企業が一体となって地区の活性化を目指すべく「創成川東秋まつり」が行われている。二条市場・二条食堂をメインに、サッポロファクトリー・北海道神宮頓宮などが会場として使われる。
この祭りは最近である2008年の開催が8回目となっている。

## 再開発事業
当地域は現在多くの再開発事業を抱えている。特に札幌都心を東側に拡大するという点で創成川周辺では様々な動きが続いている。再開発事業の他、サッポロファクトリーの医療モール・札幌中央市税事務所開設といった施設整備や、札幌市電の延伸、創成川通の都市高速整備といったインフラ整備構想も挙がっている。2002年（平成14年）の都心まちづくり計画において、都心の構造（骨格軸・交流拠点・地域など）を設定した際に、創成川東地区において大通は「はぐくみの軸」、創成川通は「やすらぎの軸」、北3条通は「うけつぎの軸」という骨格軸となり、エリアは東大通エリアと北3条エリアの2つが設けられた。

### 創成川通アンダーパス連続化事業

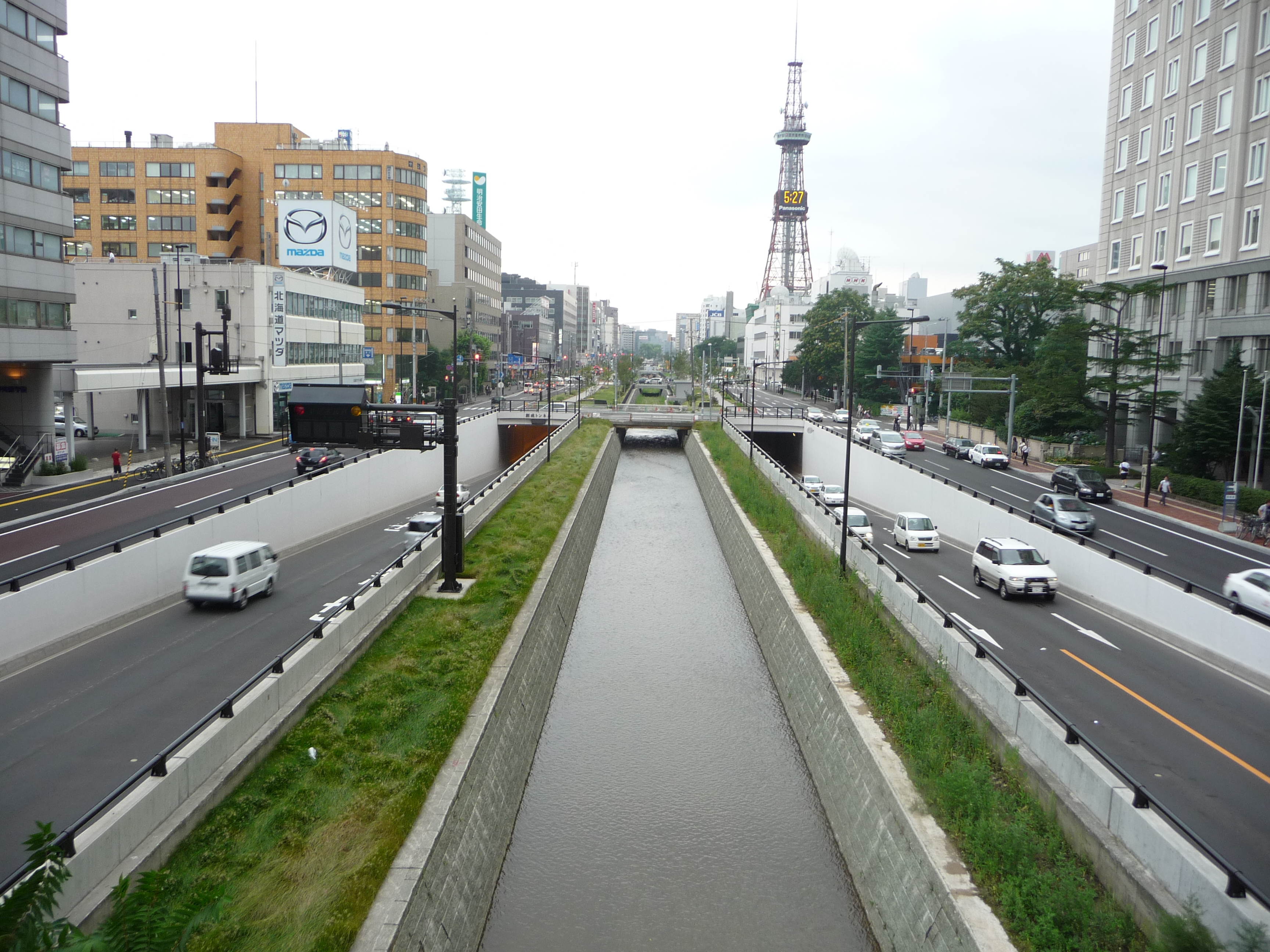
北アンダーパス

創成川は小さな川であるが、札幌中心部の都市計画において東西の基線とされるため札幌市民にとっては存在意義の大きい川である。だが現在では水量も減り、特に両岸を交通量の多い幹線道路（創成川通）に挟まれた中流域ではその流れが人々の目に触れることは少なくなっている。このため札幌市では創成川通のアンダーパス化を行い、地上部を遊歩道にして川に親しめるようにする計画を進めているが、その計画の是非やあり方をめぐっては市民の間で活発な論議が交わされている。
アンダーパスは具体的に、1971年（昭和46年）に完成した南5条から南2条にかけての南アンダーパスと、大通から北3条にかけての北アンダーパスを連続化させることで、都心部に入る自動車と都心部を通過する自動車とを棲み分け混雑を緩和させるものである。創成川通を軸として両側に片側2車線のアンダーパス、更にその両側に片側2車線の地上路という構成で、4車線分の広さがあるアンダーパスの地上部分には親水緑地を整備し新たな憩いの空間を創り出す。親水緑地には札幌の木であるライラックを主に、さまざまな樹木が植えられる。それとともに創成川によって東側と分断されていた大通の北側（北大通）や狸小路を東側と接続し、東西交通を活発化させる狙いもある。北大通に関しては大通東1丁目に「札幌橋」という円形の橋が架かる。狸小路に関しては幅30m・長さ70mの広場（通称:狸二条広場）で東側の二条市場と一体化し、間の広場では様々なイベントが開催可能となる。
総延長は約1,100mあり、事業は2002年（平成14年）度から行われている。2009年3月24日にはアンダーパス部が先行開通し、「創成トンネル」（約900m）という名称になった。以降は地上部の道路工事や河川・緑地工事が進められる。南1条通に架かる創成橋の解体復元工事も行われ、2011年4月1日に完成。これに合わせて創成川公園も完成した。

### 創世1.1.1区

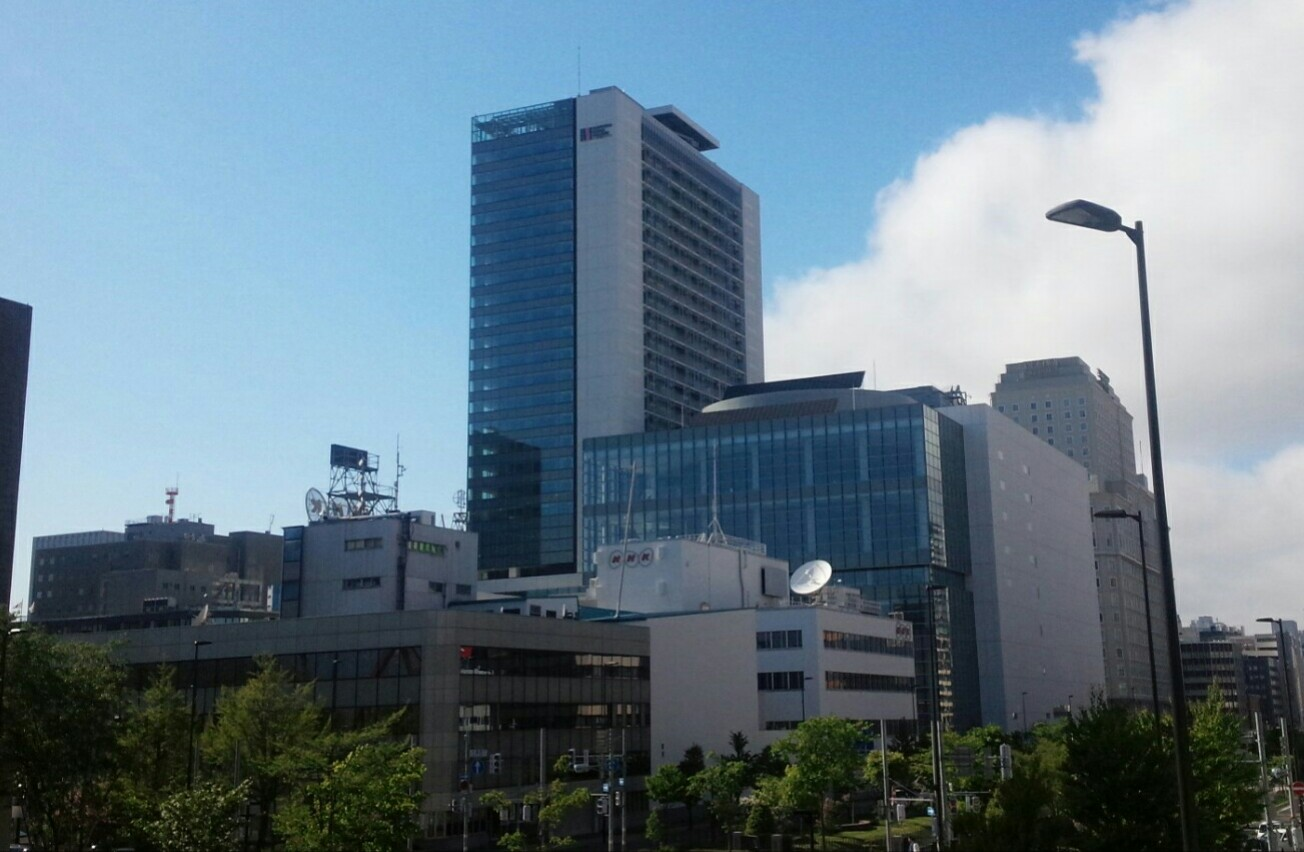
さっぽろ創世スクエア(北海道電力本店方面より撮影)

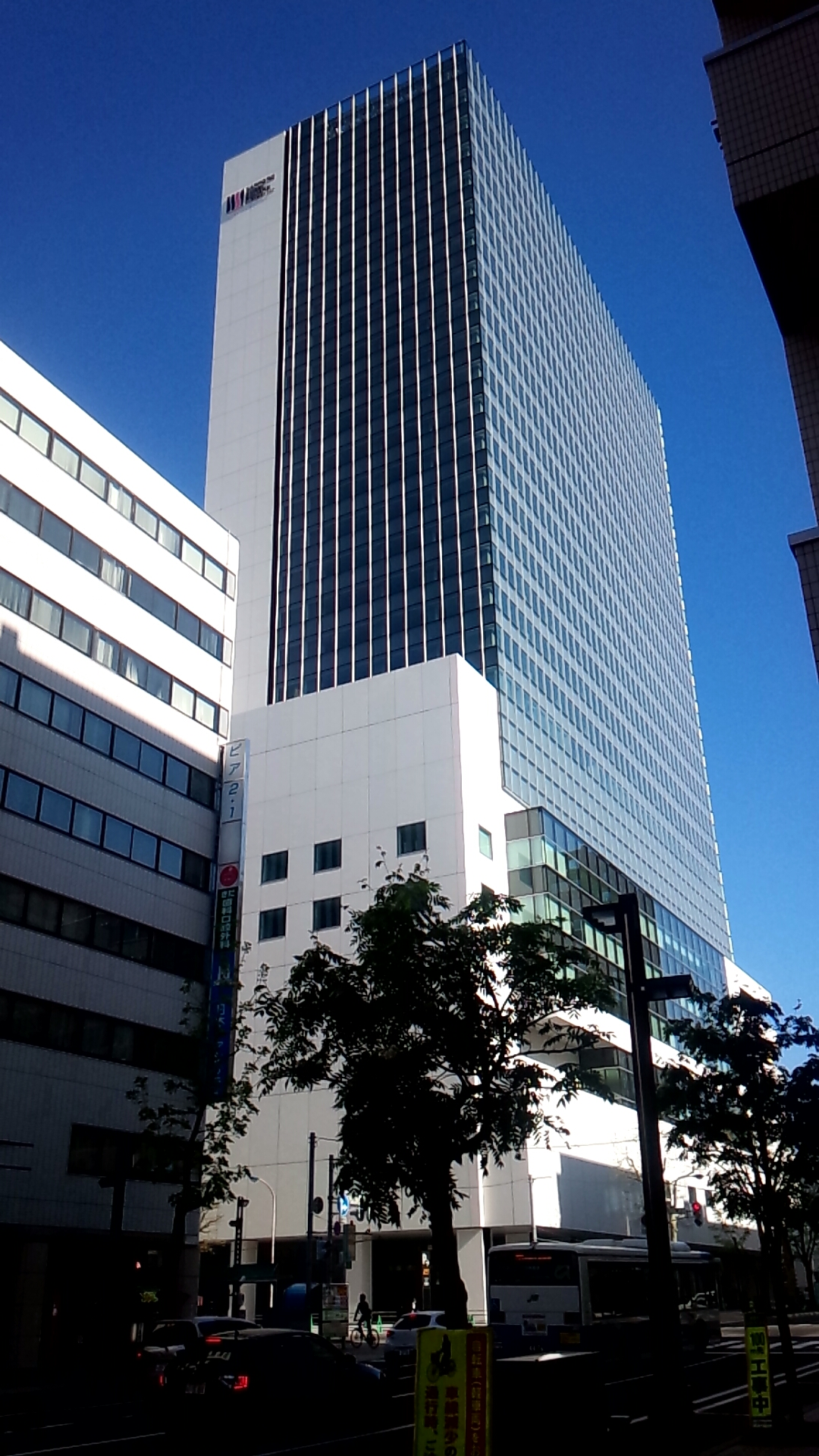
さっぽろ創世スクエア・高層棟、ここには北海道テレビ放送(HTB)の新社屋が入居する

創世1.1.1区（そうせいさんく）とは中央区北1条西1丁目・大通西1丁目・大通東1丁目の3箇所を合わせた名称であり、創成川東地区の再開発の中心となる大規模な地区である。元は「札幌国際ゾーン」という名称で1988年（昭和63年）より方向性を定めてきたが、1998年（平成10年）に公募による「創世1.1.1区」（創世交流拠点）という名称に変更された。
北1西1の北街区は大部分が駐車場（札幌市北一条駐車場・王子不動産駐車場）となっており、土地の高度利用を進めるため再開発が検討されてきた。一方北1西1南街区では1958年（昭和33年）竣工の市民会館が老朽化に伴い取り壊され、その跡地に2008年（平成20年）12月13日、代替施設として札幌市民ホールが開業した。隣接するNHK札幌放送局も老朽化が進んでいるため、北1西1北街区を再開発し「市民複合交流施設（仮称）」（市民会館の後継施設）とNHKを核とする複合ビルを建設することとなった。当初の規模は30階150m（延べ14万㎡）、着工は2013年（平成25年）度、開業は2015年（平成27年）度の予定であったが、リーマン・ショックによる景気後退により計画は1年延期。さらに既に基本設計を進めていたにもかかわらず、NHKが2012年（平成24年）3月に突然計画から離脱した。再開発の凍結が懸念されたが、同年9月14日に北海道テレビ放送（HTB）が入居に名乗りを上げた。これにより計画は高層棟が地上28階地下5階・高さ約154m、市民複合交流施設の他図書館やアートセンターが入居する低層棟が高さ約70m（合計延べ127.900㎡）となり、2014年（平成26年）1月に基本設計を完了し5月に組合が設立された。その後建設費高騰の煽りを受け高層棟は高さ124.25mとなったが、フロアあたりの高さ縮小や塔屋部分の簡略化にとどまったため階数に変更はなく、更に延床面積は131,085㎡に拡大されており、機能性は維持されることとなった。2015年（平成27年）1月に着工し、2018年（平成30年）5月末に竣工。HTBは開局50周年に当たる2018年（平成30年）9月18日に豊平区南平岸の社屋から移転し運用を開始した。「市民複合交流施設（仮称）」は、「さっぽろ創世スクエア」の名称で10月にグランドオープンした。
再開発にあたり、既に計画敷地内にあった旧王子サーモン館は1949年（昭和24年）竣工の札幌市内では貴重なレンガ建造物の一つであったが、今回の計画及び財政上・耐震上の都合により2012年2月に解体済。また同敷地内にあった明治安田生命札幌北一条西ビルもテナントの転居が進み、2014年度中に解体された。
また北1西1南街区・大通西1の区画には現在札幌市民ホールとNHK札幌放送局があり、うち札幌市民ホールは前述した北1西1北街区の市民複合交流施設完成によりその役割を終える。一方NHKは北1西1の再開発事業から撤退した為に開発の遅れが懸念されたが、2013年（平成25年）11月にNHKと札幌市は、現在NHKが所有する大通西1の敷地を、現在札幌市が所有している北1西9の旧市立病院跡地（現・リンケージプラザ）と等価交換することで合意。NHKは北1西9に2020年（令和2年）度までに新たな放送会館を建設、その後大通西1の現放送会館を解体し、2021年度中に双方の敷地の交換を行う。以降は現在札幌市民ホールが建設されている部分を含め、大通西1の敷地が完全に札幌市の所有となる。現段階では活用法は未定だが、北1西2に現在ある札幌市役所（1971年竣工）の老朽化が著しいことから、その移転先となる公算が高くなっている。記者会見で札幌市の上田市長は「何十年もかけて計画してきた都心のまちづくりの中核的な街区として、まちのシンボル的なゾーンになるように努力していきたい」と述べている。
一方、大通東1の北街区では現在、旧竹中駐車場の土地に劇団四季の北海道四季劇場（2011年（平成23年）1月8日オープン）が存在する。元々札幌駅のJRシアターに劇団四季の専用劇場が存在したが、駅高架化と再開発により1999年（平成11年）に消滅。以来12年ぶりの劇場開設となった。この劇場は竹中工務店より5年間の借地契約をして建設しており、終了期限が2度延長されている。2020年（令和2年）3月頃に最終公演を行い、原状回復後の8月での契約終了が決定している。その隣にある北海道中央バス札幌ターミナル、及び大通東1南街区の北海道電力本店ビルも老朽化が進んでおり、大通東1全体の再開発計画が進められている。併せて東西市街地の格差是正のため、大通公園を豊平川方面へ延伸することも検討されている。
さっぽろ創世スクエアが竣工した2018年（平成30年）、創世1.1.1区の次なる事業として札幌市は大通東1地区の再開発モデルを市議に提示し、地権者との協議を開始した。具体的には、バスセンター及び劇場跡地の北街区に整備する建築物として地上26階地下2階・高さ123m・総事業費530億円の第一案と、地上31階地下2階・高さ143m・総事業費590億円の第二案が出されており、北電本社・テナントオフィス・ホテル・バスターミナルの複合施設を2029年（令和11年）度目標で竣工させる。南街区は大通公園の延長として公共広場を整備する。2018年度内に再開発準備組合が設立され、2019年（令和元年）度中に基本計画を策定し、設計・都市計画決定等を経て2022年（令和4年）度の着工を目指している。
大通公園内のさっぽろテレビ塔に関しては開業50周年を契機に、老朽化により高さ650mの「新さっぽろテレビ塔」を建設する計画が浮上したが、結果的に頓挫した（新テレビ塔構想を参照）。

#### 域内の施設（再開発実施前）
- 明治安田生命札幌北一条西ビル（北1西1）
- 札幌市民ホール（北1西1）
- 札幌市北一条駐車場（青空駐車場、北1西1）
- 王子不動産駐車場（立体駐車場、北1西1）
- NHK札幌放送局（北1西1・大通西1）
- さっぽろテレビ塔（大通西1）
- 北海道中央バス札幌ターミナル（大通東1）
- 北海道電力本店・別館・札幌中央変電所（大通東1）
- 劇団四季北海道四季劇場（大通東1）

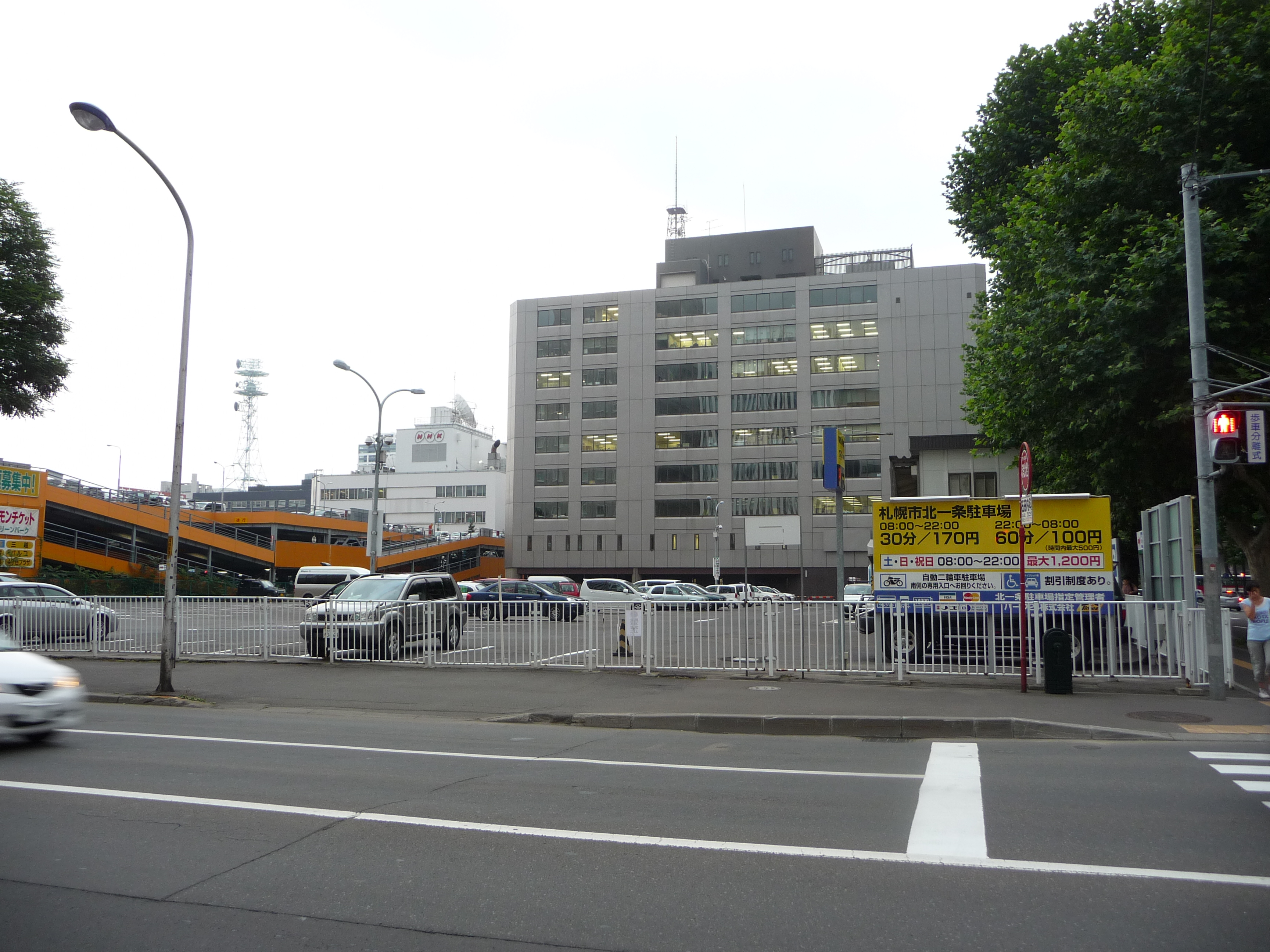
再開発前の北1西1北街区。北一条駐車場及び明治安田生命ビル
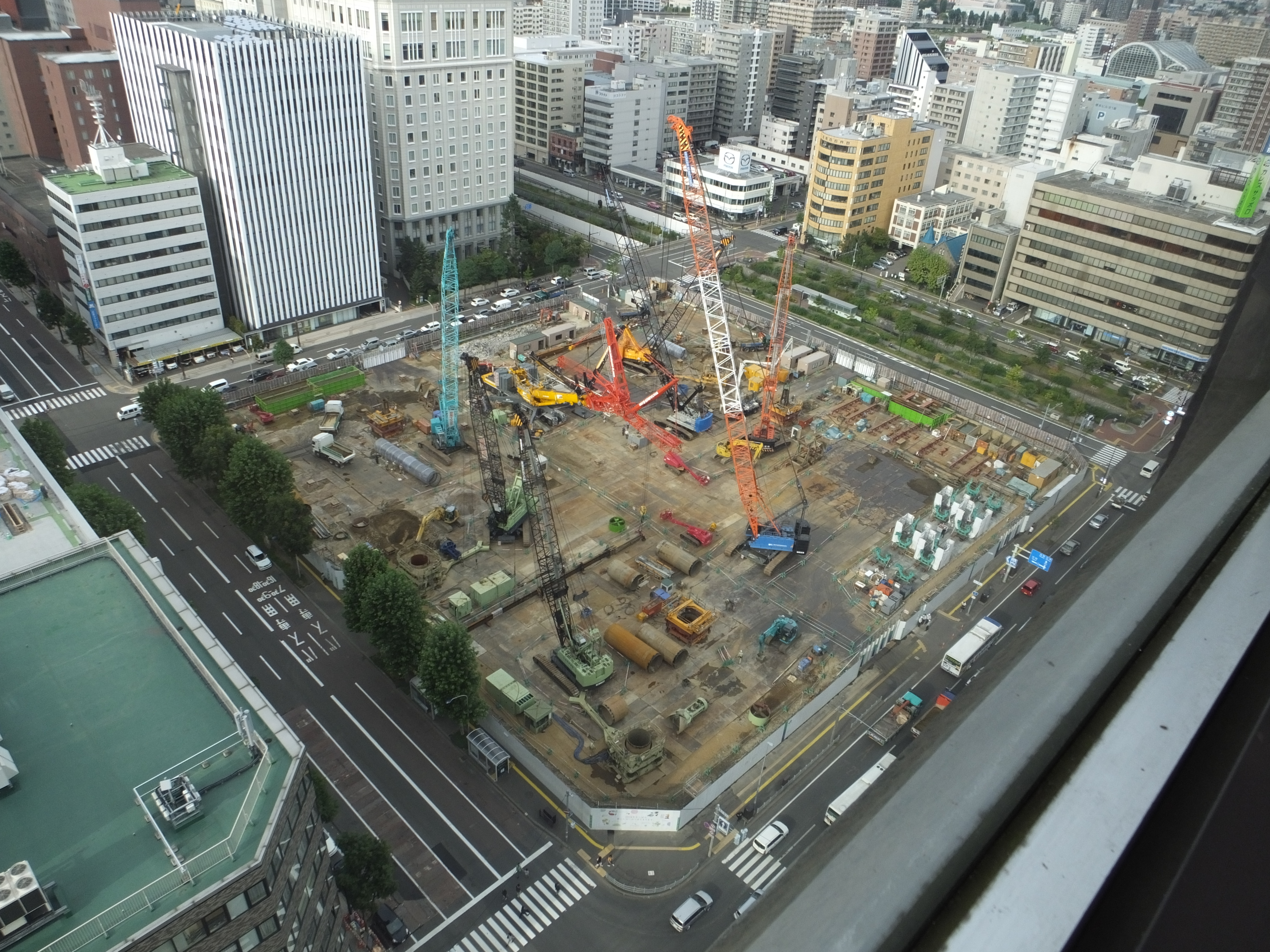
札幌市役所屋上より、複合施設建設中の北1西1北街区
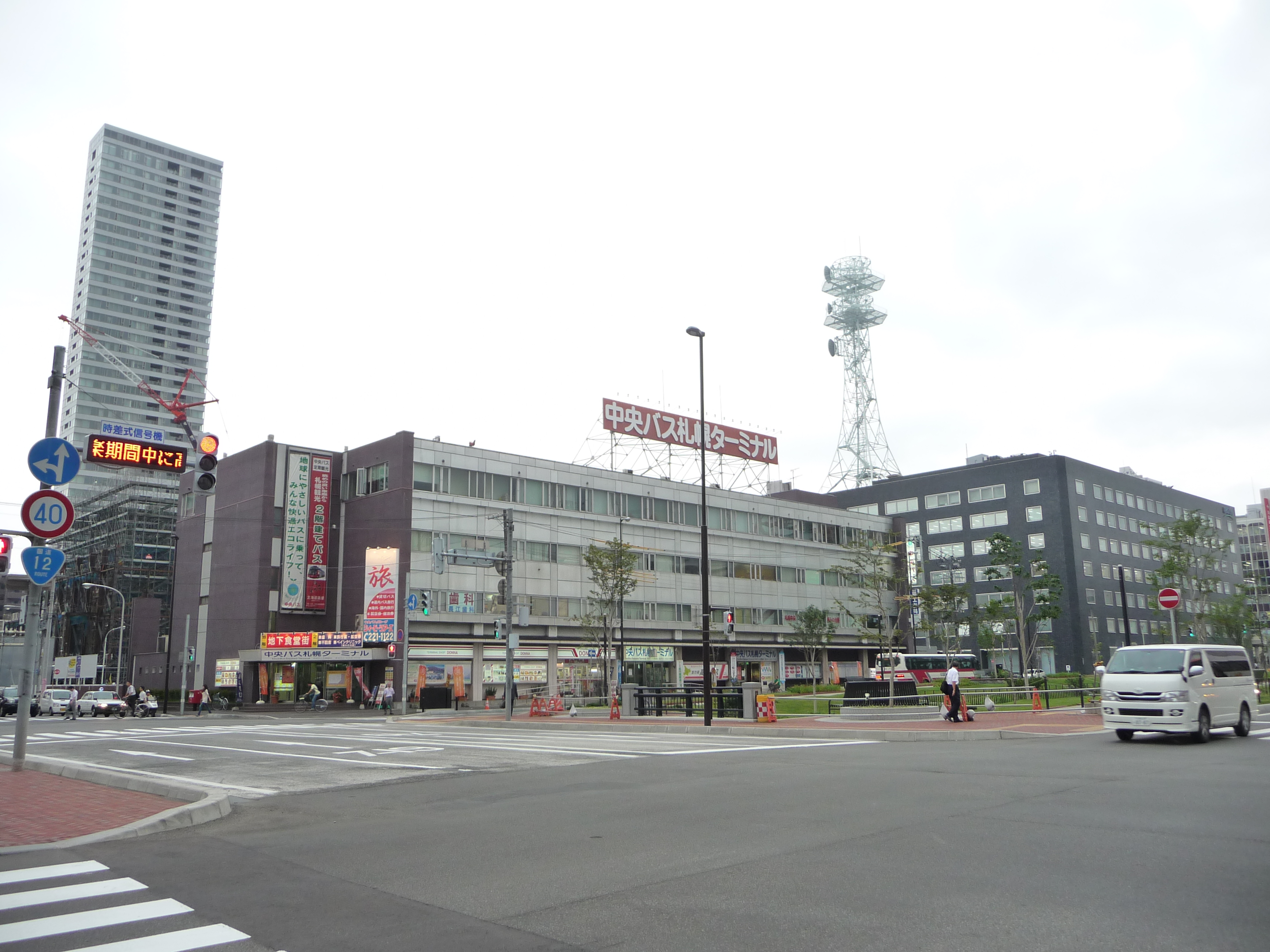
大通東1の様子。建設中の北海道四季劇場（左）、北海道中央バス札幌ターミナル（中央）、北海道電力本店（右）。

### 北4東6周辺地区再開発

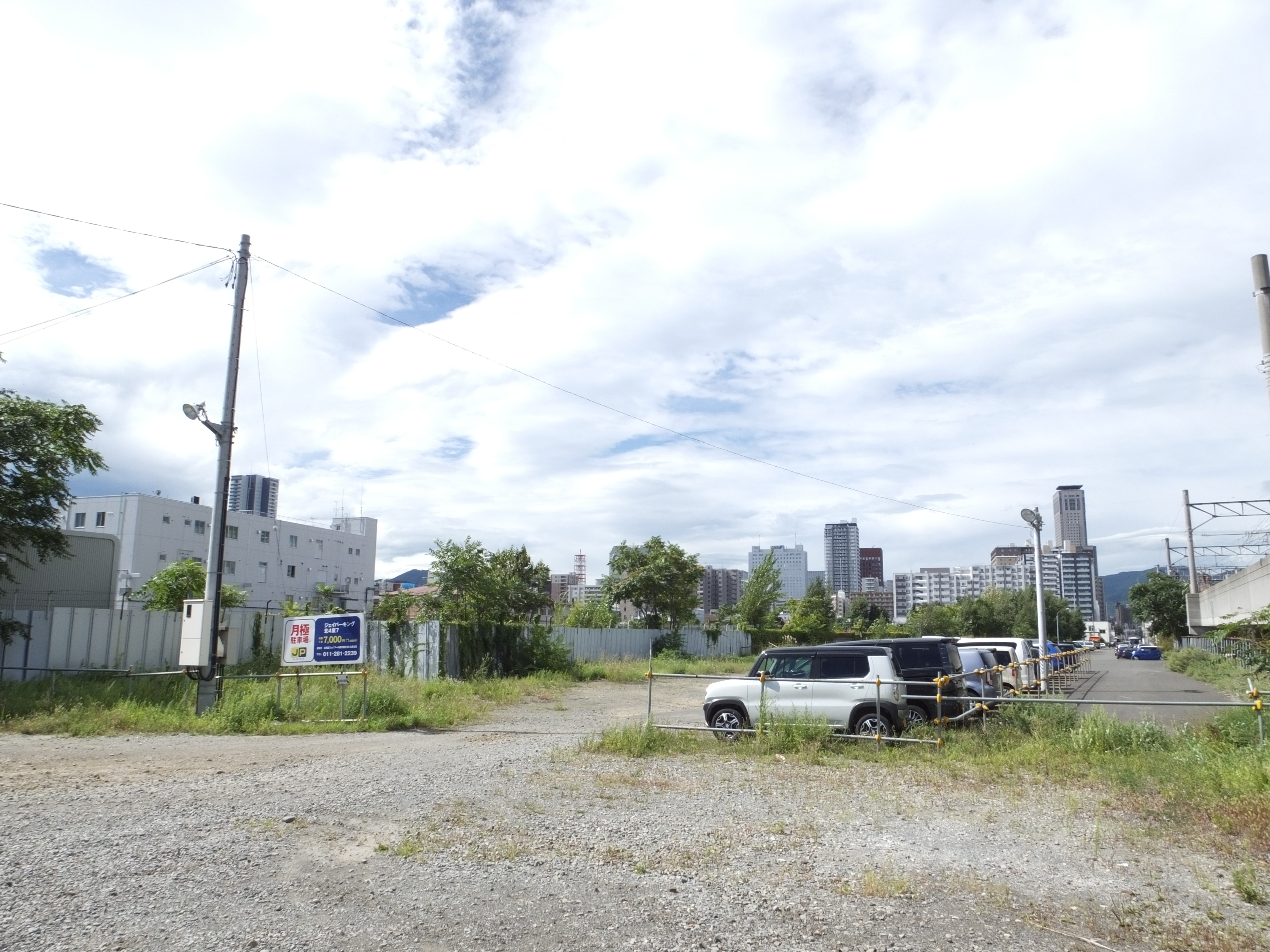
北4東6周辺地区

北4東6を中心とする土地は北海道ガス札幌工場の跡地であり、広さは約8.4haと広大である。敷地は北3東5・北4東5 - 東7・北5東5 - 東7に及ぶ。北3条通に面したこの土地は2004年（平成16年）11月に再開発研究会を発足させて以来土地活用を検討し、2007年に再開発基本計画策定を行い再開発準備組合を設立した。当初は土地区画整理と市街地再開発を予定しており、雪の冷熱エネルギーを活用するための供給地点となり「環境共生型市街地」を形成し、創成川東地区の新たな市街地形成を先導するとしていた。それとともに東大通エリアから苗穂方面への発展を導く計画だったが、2009年頃事業環境の悪化を理由に一旦見送られることとなった。
その後再度土地利用方針を詰め、2013年（平成25年）に事業協力者の募集を開始。2014年（平成26年）4月21日には大和ハウス工業が選定された。敷地面積のうちJR函館本線より北側は札幌市の他北ガス・ホクレンが所有しており、両者ともに市道拡幅に合わせて単独で再開発を行う方針。また札幌市所有分は南側の再開発に伴う業務施設移転用地とするため、再開発の対象からは外されている。組合主導の再開発の対象はJR函館本線より南側約4.3haで、北西のB-1街区（15,000㎡）・北東のB-2街区（11,760㎡）・南西のC街区（7,590㎡）の3つに分割して行われる。B-1街区には札幌市による新中央体育館の移転が決定しており、RC造・地上3階・延床面積14,000㎡の規模となっている。B-2街区はかつてカレス・サッポロが病院の移転建て替え予定地としていたが断念。選定案では6階建ての複合医療福祉施設とそれに併設する12階建ての高齢者住宅（延床面積35,000㎡）とされた。C街区はサッポロファクトリーの2階部分と空中回廊で接続する施設とされ、地上17階・約230戸のツイン型マンションと商業施設（延床面積22,000㎡）となっている。2014年度中の都市計画決定を見込み、2016年（平成28年）度からの2年間（第1期）でB-1街区とC街区を、2018年（平成30年）度からの2年間（第2期）で残りのB-2街区を実施、2019年（平成31年）度の事業完了を予定している。

### 苗穂駅周辺地区再開発

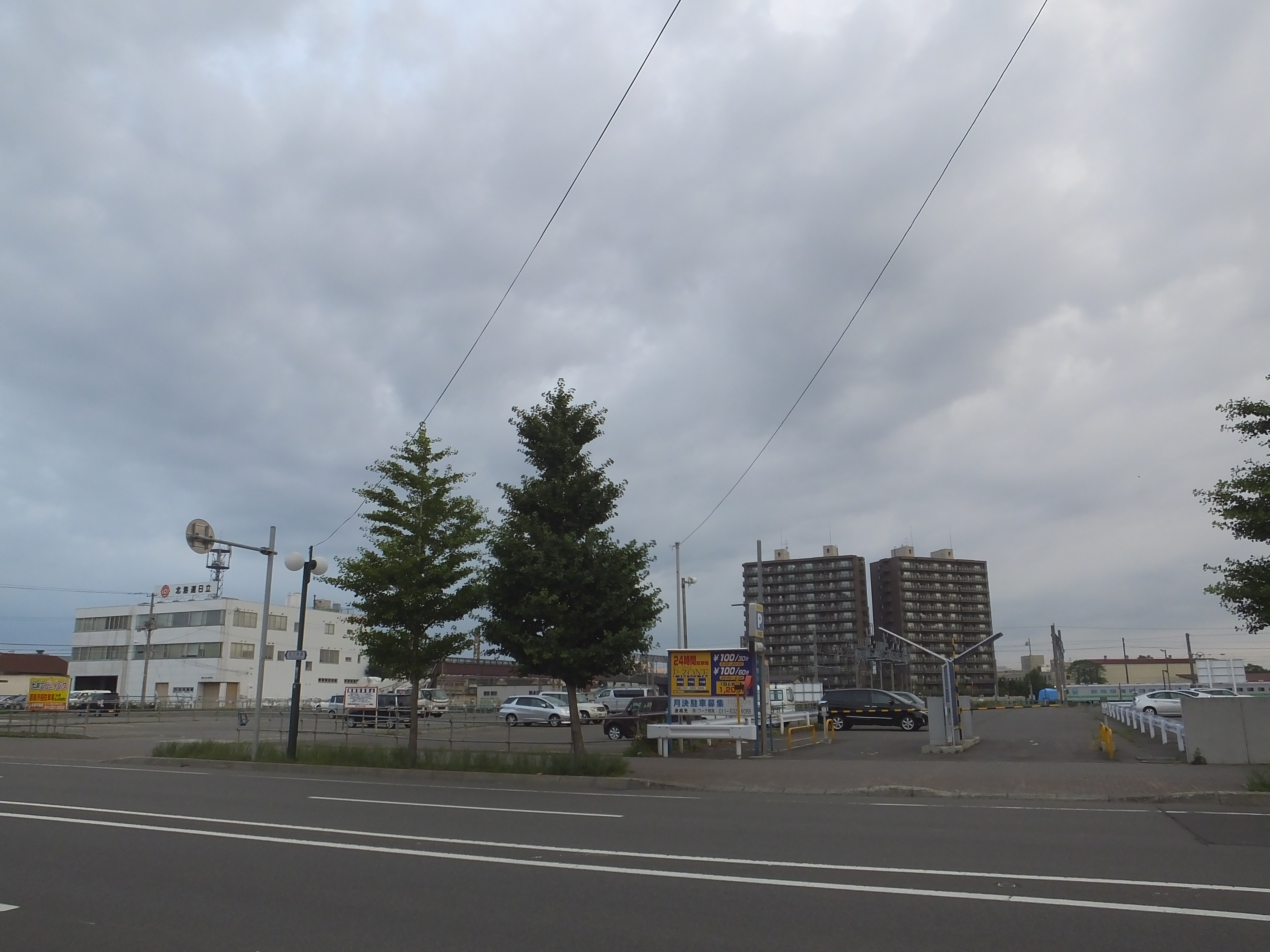
再開発の中心、新苗穂駅南口となる北3東11地区

苗穂地区周辺は官営工場が立ち並ぶ地域であったが、JR線や苗穂工場をはじめとする鉄道施設によって街が南北に分断されており、低利用・未利用や住工混在などが問題視されてきた。平成に入って当地域の再開発の機運が高まり、苗穂駅北口の開設をはじめとする駅北部再開発へ向けた協議会が1991年（平成3年）に発足。札幌市側に陳情などの働きかけが行われ、計画策定が開始された。1993年（平成5年）・1996年（平成8年）に北側地区・南側地区の再開発協議会がそれぞれ発足、2001年（平成13年）に両者が統合され「苗穂駅周辺まちづくり協議会」となる。札幌市は1994年（平成6年）度より3年間かけて土地利用転換計画を作成し、苗穂工場・苗穂車両所・苗穂運転所といった車両整備機能・車庫機能を（稲穂駅隣接の札幌運転所等へ）全て移転の上、跡地を再開発する構想を練り込んだ。その後2002年（平成14年）にまちづくりガイドライン、2006年（平成18年）度にまちづくり計画を策定し、事業具体化の運びとなった。
その中でJR苗穂駅は駅舎の老朽化による建て替えの必要性や、周辺の再開発・まちづくり推進のために駅の移転・周辺再開発が進められている。移転後の苗穂駅は南北分断を解消するまちづくりの核として、周辺の再開発の先導となる。新苗穂駅は現在地より西側約300m地点の北3東11に設けられ、全長130mの自由通路・橋上駅舎を備える。南口・北口にそれぞれ駅前広場を整備し、うち南口にはバス乗降場も設ける。また駅北には北4東6から通じるアクセス通路及びアリオ札幌へ通じる駅前道路を整備し、南北分断の解消を狙う。再開発は北3東11を中心とする函館本線の南側、北3東10 - 12の約2.5haで行われ、道路整備を含む都市計画変更区域は北3東9 - 12・北4東10 - 12・北5東10 - 11の約8.8haに及ぶ。街区を分けた上で、南口駅前にはロータリーを挟んで地上25階・高さ約90mのタワーマンションを東西それぞれに建設する。東側（A街区）は約160戸の共同住宅及び低層部に商業施設・駐車場、西側（B街区）は約170戸の共同住宅と約50戸の高齢者向け住宅、そして商業施設・医療施設・駐車場で構成される計画である。その他福祉施設・保育施設の整備も行い、これらは自由通路や空中回廊を通じてネットワーク化される。なお旧計画ではA街区が地上23階・B街区が地上9階の規模であり、いずれも拡大されている。北4東6と連動して当地域への札幌市電の延伸も検討されている。
2010年（平成22年）度より構想されてきた都市計画は2012年（平成24年）4月27日に決定され、2013年（平成25年）度に事業認可された。2018年（平成30年）11月17日に苗穂駅が移転開業。また南口再開発は2016年（平成28年）度着工・2020年（令和2年）度の全街区竣工を見込んでいる。
駅の北部でも計画が具体化してきており、現在JR北海道の社員研修センターがある約2haの敷地を、大京・住友不動産・JR北海道の3社による民間主導で再開発することとなった。整備される駅前道路を挟み西街区（14,800㎡）と東街区（6,700㎡）に分かれ、2017年（平成29年）度に着工。総事業費は約100億円で、高層分譲マンションや商業施設を中心に、教育施設、医療・福祉施設、物販・飲食・オフィスの入った複合施設などを整備するとした。西街区は前述のデベロッパー3社による地上27階・総戸数300戸・高さ89mの「ザ・グランアルト札幌 苗穂ステーションタワー」が2021年（令和3年）1月に竣工予定。東街区には2020年秋に北24東1から我汝会さっぽろ病院が移転開業となる。

### 卸センター跡地再開発

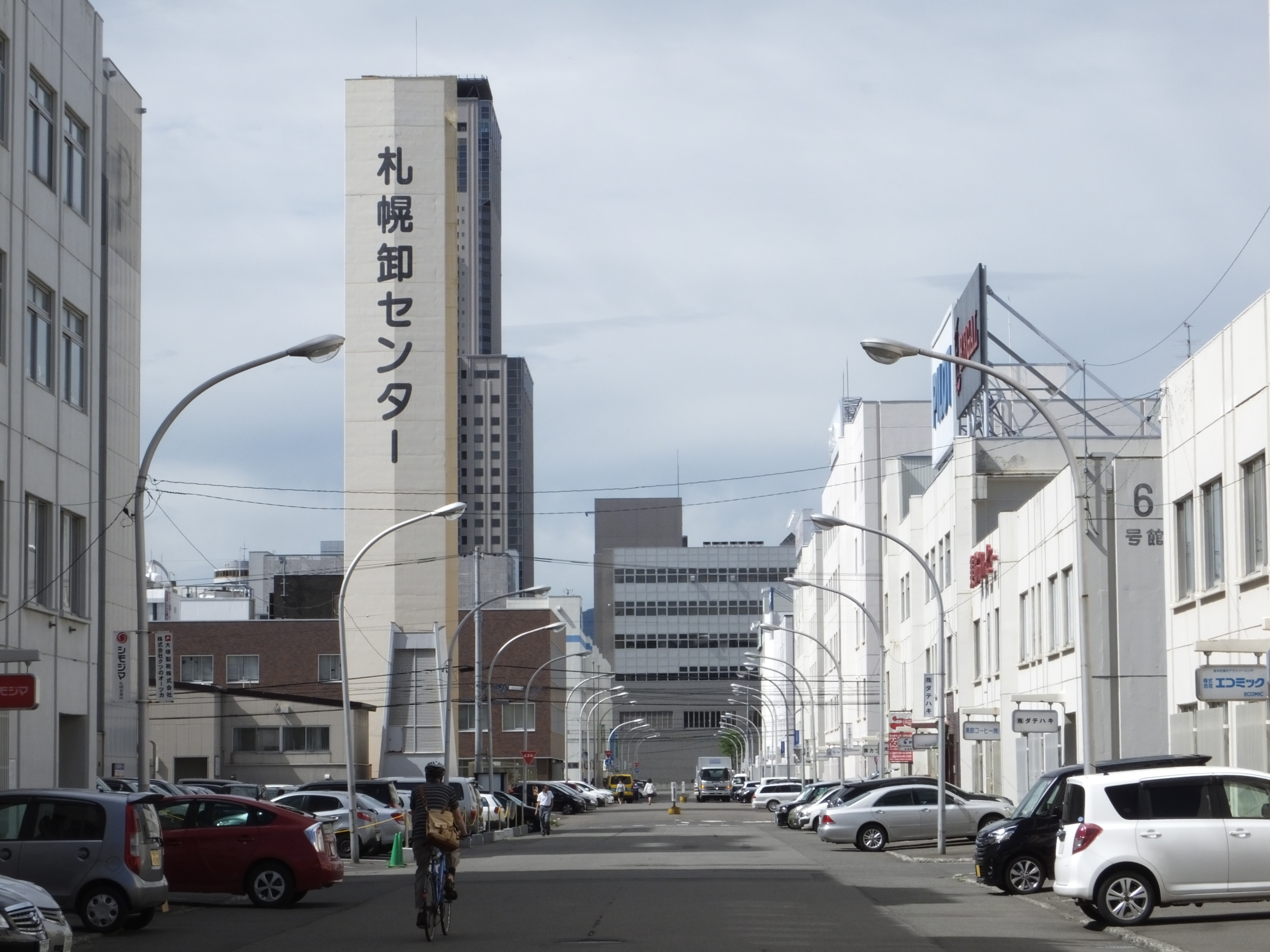
札幌総合卸センター

当該地区は東区であるが、創成川東地区の再開発事業との関連が強いため記述する。
札幌総合卸センターは東区北6東2～4地区の一帯で、周辺には北海道熱供給公社及び前述の北4東6地区がある。業務効率化を目的として1966年（昭和41年）、分散していた市内の企業事務所を集約し組合が設立された。組合には資材や事務用品、医薬品等を扱う企業が30社加盟。1967年より順次増床されてゆき、1976年に施設面積59,410㎡・施設数9棟（共同会館含む）という現在の形となった。この卸センターは老朽化が著しいため、8棟の施設を現在の3分の1の土地へ集約し残りの土地を売却する方針が示された。その後の整備計画により、東4丁目街区にオフィスビル（12階建て・延べ1万6000㎡）と物流倉庫（4階建て・延べ1万㎡）を新築、既存の事務機能を集約して東2・3丁目街区を売却することが決められ、ドーコンによるプランニングで総事業費は約80億円と想定。2017年頃の竣工を見込んで、マンション誘致へ向け2012年春の東2・3丁目街区売却へ動き出していた。
高度地区指定を受けていることから多くの関心を集めていたが、建設費高騰の煽りを受け街区の売却益のみでは新事務所の建設費の補填が困難となった。加盟各社の負担が必至な状況になると、一部企業から時期尚早との反対意見も上がった。そのため当初のプランを2012年（平成24年）後半に白紙へ戻し、再検討を行った。その後数年かけて東2・3丁目の売却先を改めて内定させ、2018年（平成30年）6月に北6東4街区の解体に着手。敷地面積の3分の1近く（2,880.32㎡）を使用して13階建て・高さ58mの新卸センタービル「デ・アウネ」を着工、2019年（令和元年）12月に竣工。
売却された街区のうち北6東2街区は南北に分け、北街区はベルーナが道内4棟目となるホテルを、南街区は大京・京阪電鉄不動産・ミサワホーム北海道の3社で分譲マンションを建設する。北6東3街区は社会医療法人社団カレスサッポロにより、総工費200億円で10階建ての病院棟「カレス医療センター」と5階建てのオフィス棟（うち3 - 5階が賃貸オフィス）を建設し、2024年（令和5年）4月に開業の予定。同法人が運営する北光記念病院と時計台記念病院を統合集約する。
隣接する北6東5地区には札幌繊維卸センターがあった。こちらは1963年（昭和38年）に発足した組合により築造された。施設面積は11,340㎡。札幌駅への近さから衣料品等を扱う企業の集約地として一定の規模を有していたが、トラック等の普及により駅の至近地という利点は薄れ衰微の一途を辿っていた。老朽化の進行もあり、多額の費用投資による建て替えではなく敷地売却による解散の方針を示した。売却対象は敷地の8割にあたる9,190㎡で、景気悪化により長らく取得者が見つからない状況であったが、2013年（平成25年）に入りクリーンリバー社が対象のうち8,727㎡を取得し、大型マンション3 - 5棟からなる総戸数300戸以上の計画が決定。2015年（平成27年）以降より順次数年間かけて新築されている。
繊維卸センターの土地取得に際しては、近隣の北7東1再開発（プレミスト札幌ターミナルタワー）の契約が好調であることも影響しており、隣接する再開発事業が起爆剤となっていることが現れている。前述の北4東6や、北側に隣接する北7東2（北海道熱供給公社）の再開発事業等との連続性においても、当地区は重要な案件といえる。

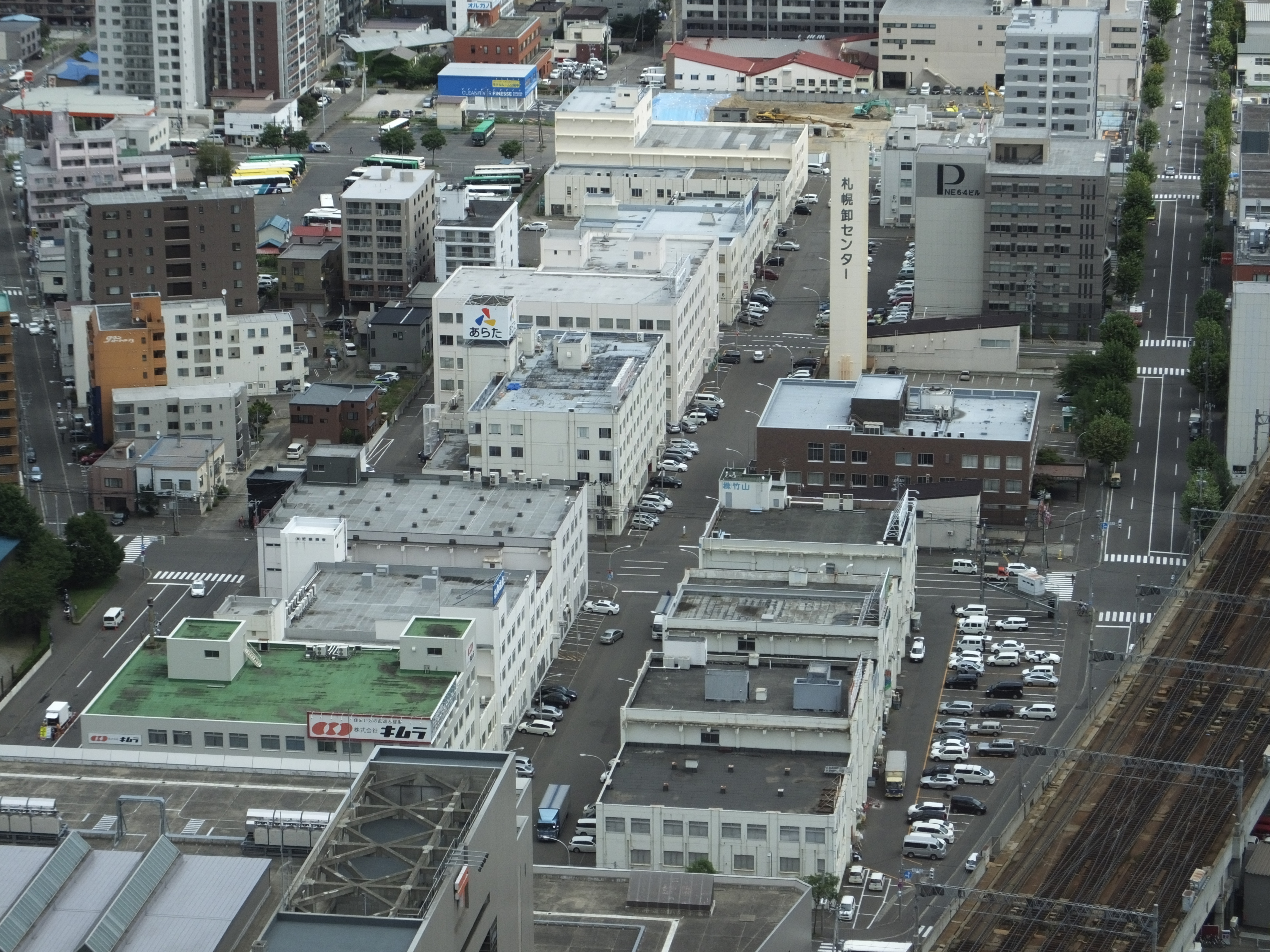
札幌総合卸センター俯瞰
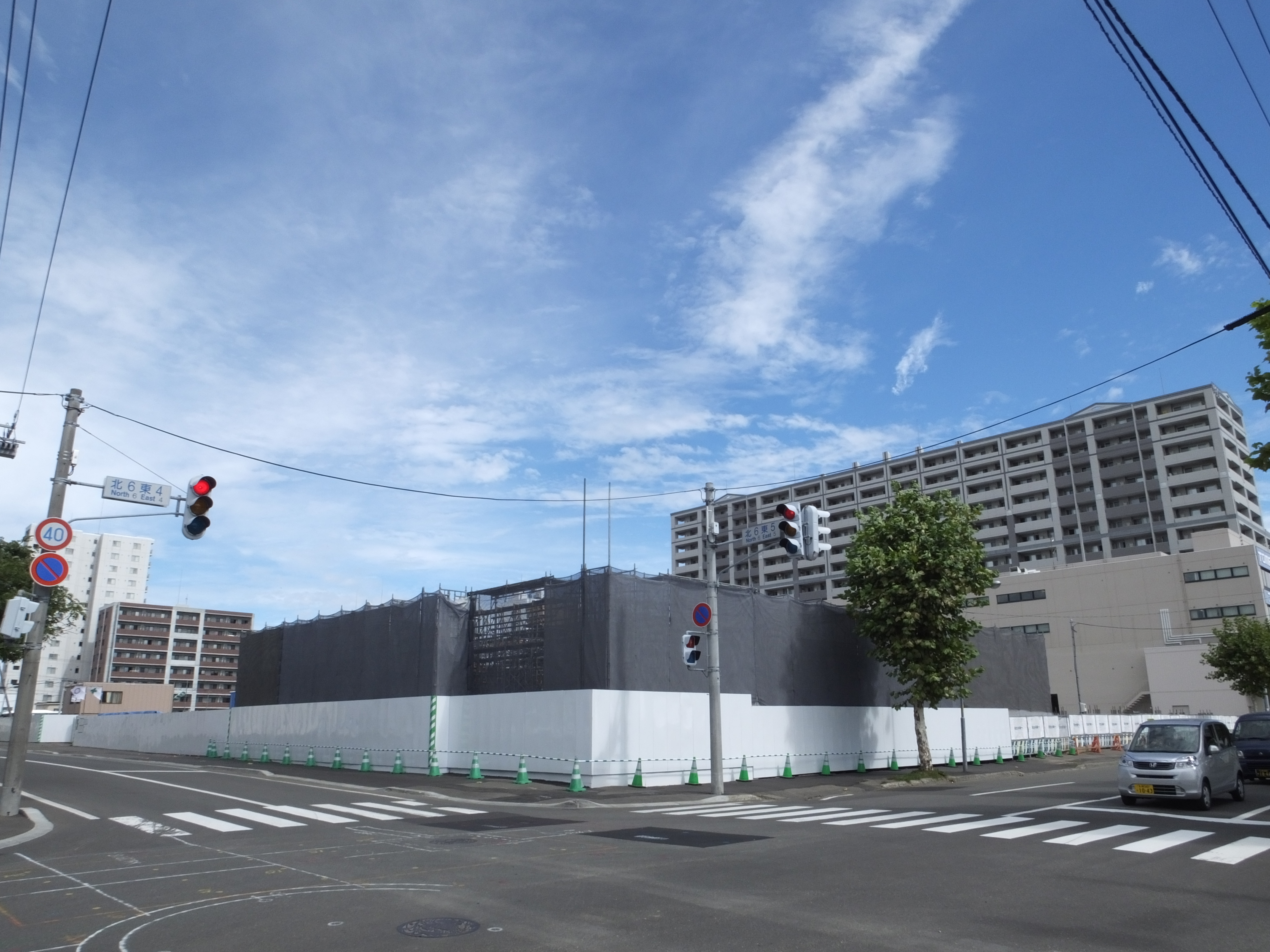
再開発中の札幌繊維卸センター跡地
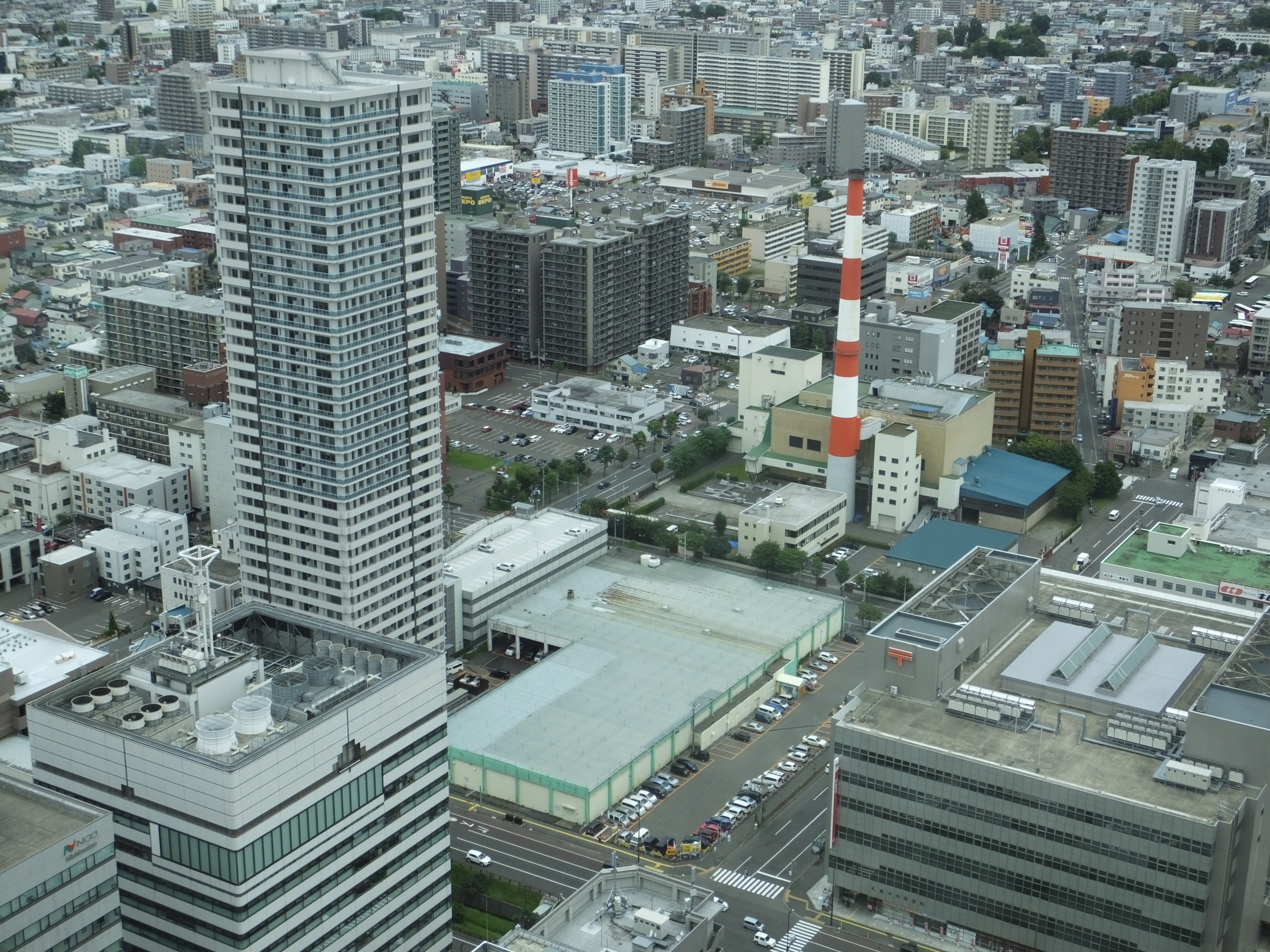
北7東1地区（プレミスト札幌ターミナルタワー・テイセンボウル）及び北7東2地区（北海道熱供給公社）

### 北5西1再開発

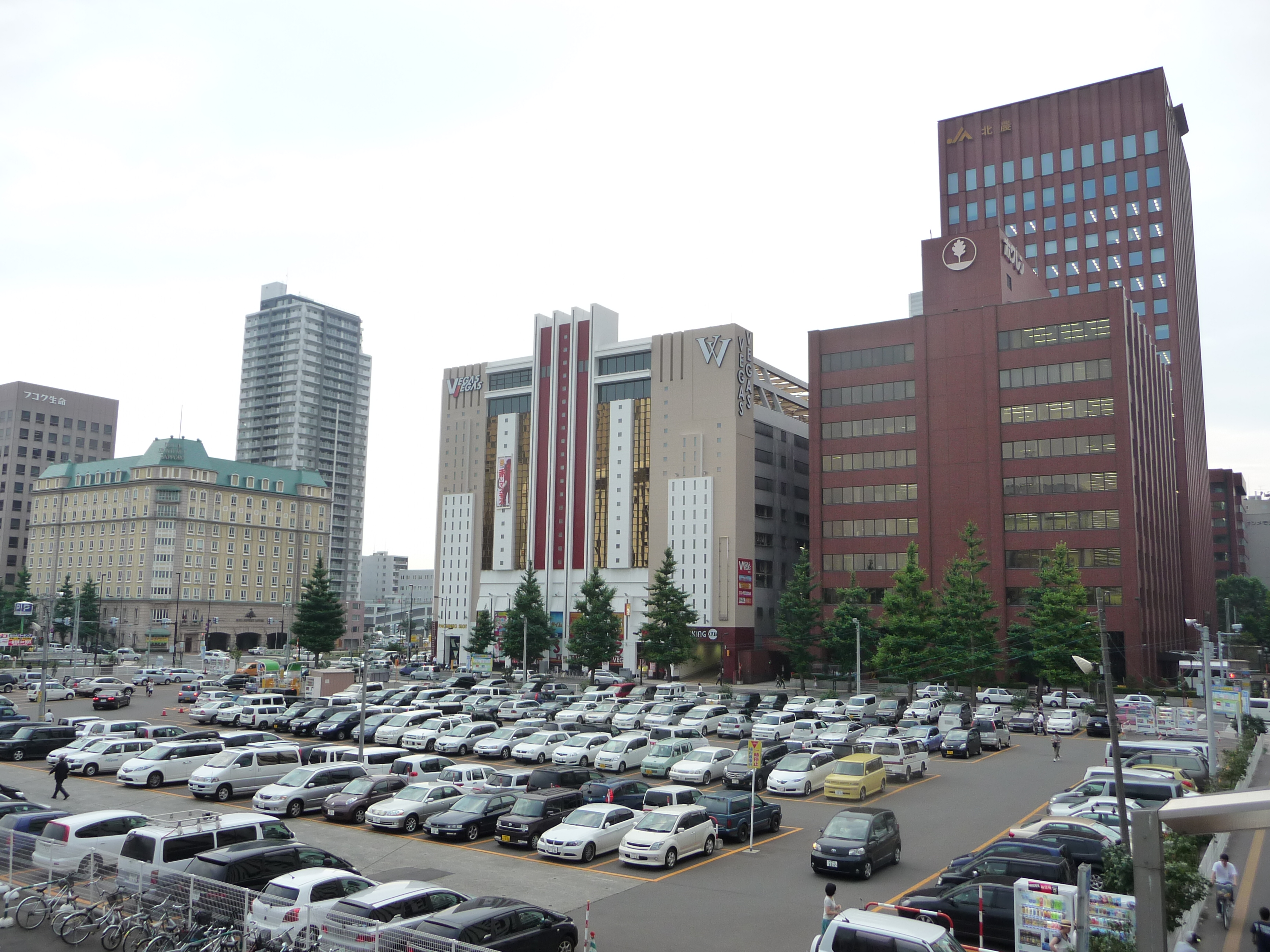
北5西1地区

この敷地は「札幌駅交流拠点」の一地区で、札幌駅高架化以前から青空駐車場となったまま未開発である場所である。札幌西武の駐車場としても使われていた経緯もあり、1区画まるまるの巨大な敷地である。
札幌市の他に北海道が土地を所有しており、札幌駅再開発により消滅したJRシアターに代わりミュージカルやオペラの公演を行う道立の劇場（北海道劇場）にホテルを含めた複合ビルを建設する予定であった（JR北海道の構想ではJRタワーと同程度の規模としていたため、「第2JRタワー」とも呼ばれた）。2002年に堀達也前北海道知事の公約のもとで基本構想を策定したが2003年の知事選には出馬せず、その後の進展はなかった。これを受け2009年10月9日に、札幌市は北海道に道立劇場の断念を要請した。その結果北海道は札幌市と連携して、駅周辺の再整備構想とともに北5西1地区の再開発計画を練ってゆく方針となった他、財政上の問題から道立劇場は2010年2月8日に正式に断念することを発表した。
一方札幌市では2010年1月13日に札幌駅交流拠点再整備構想案策定委員会が発足し、土地活用についての議論が行われている。当地区には前述の通り大通東1の老朽化した北海道中央バス札幌ターミナルの移転構想もある。札幌駅前バスターミナルもエスタビルとともに老朽化しており場所も狭く、バスやタクシーの混雑が顕在化しているため北5西2と一体化して再開発する方針で進めている。北海道新幹線札幌延伸に合わせての開業を見込んでいるが、詳細は今後策定するとしている。当初は2010年度中に再整備構想を策定する予定だったが、市電延伸案が未確定である上に政府が新幹線未着工区間の着工判断を先送りしたため、策定を見送る一方で委員会開催により構想を練り続けていた。2011年12月26日、北海道新幹線札幌延伸に伴う沿線自治体の並行在来線分離への同意が揃ったこともあり、国土交通省より2011年度末までに着工を認可する方針が出されたため、構想策定へ向け大きく進展すると見られていた。このような中、札幌市は2016年12月9日、「札幌駅交流拠点先導街区整備基本構想案」を公表し、北5西2地区との一体再開発、北5西1地区への超高層ビル建設の構想を示した。また、創成川通を挟んだ反対側の北5東1については再開発予定は現時点では無いが、北5西1や北5西2とともに再整備対象として挙げられている。卸センター跡地再開発や北4東6再開発との連携についても、今後の動向が注目される。

## 施設
前述した創世1.1.1区を除く。

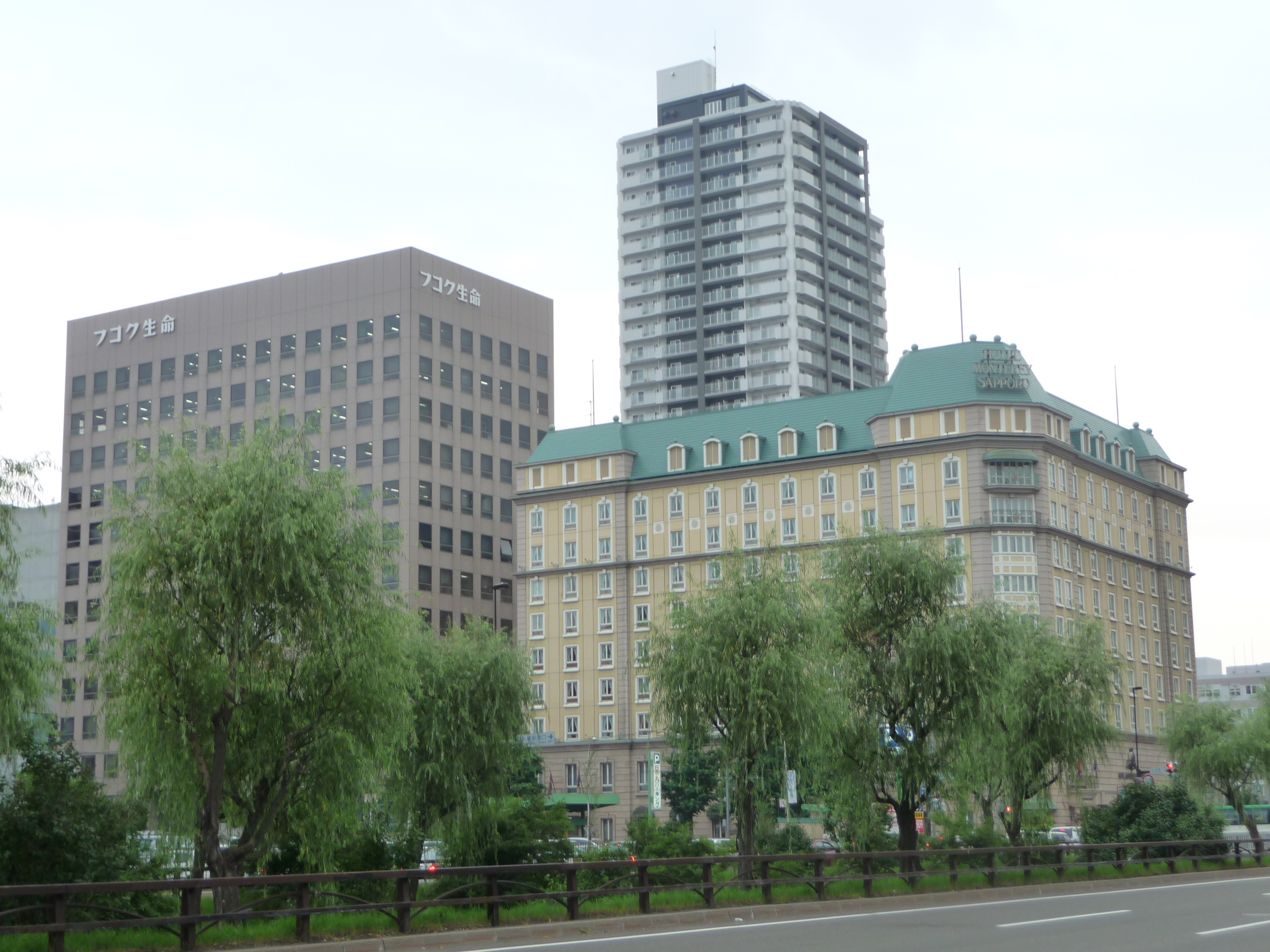
北4東1の様子。手前は創成川緑地

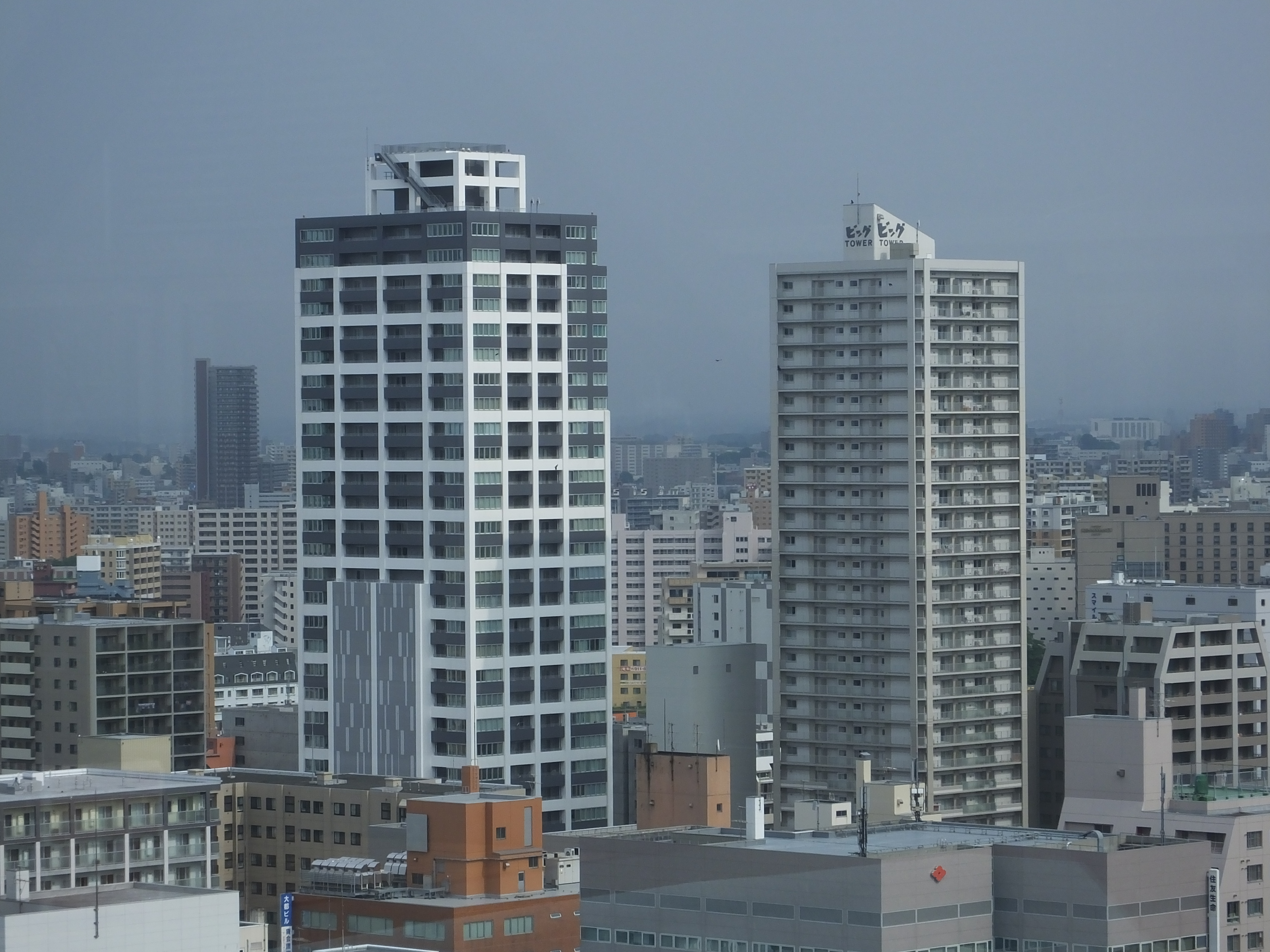
ラフィネタワー札幌南3条（左）とビッグタワー南3条（右）。左奥には東札幌のD'グラフォート東札幌ビエントタワーも見える。

| - ホテルモントレ札幌（北4東1） - 札幌フコク生命ビル（北4東1） - パシフィックタワー札幌（超高層マンション、北4東1） - 札幌市立中央中学校（北4東3） - ジェイ・アール北海道バス札幌営業所（北4東4・北4東5） - サッポロ流通システム札幌倉庫（北4東8） - JR札幌病院（北3東1） - 演劇専用小劇場BLOCH（北3東4） - 東本願寺札幌別院北三条支院（北3東6） - 札幌厚生病院（北3東9） - 真照寺（北3東10） - JR函館本線苗穂駅（北3東13） - 資生堂札幌ビル（北2東1） - 札幌北二条郵便局（北2東2） - ホテルクラビーサッポロ（北2東3） - サッポロファクトリー（北2東3～北2東5・北1東4・北1東5） - 構内札幌神社（北1東5） - 永山記念公園（北2東6） - 永山記念公園前郵便局（北2東7） - 弘法寺（北2東10） - 北2条こぶし公園（北2東10） - 苗穂駅前郵便局（北2東12） - 日本通運札幌警送事業所（北2東12） - 苗穂駅前温泉「蔵の湯」（北2東13） - 札樽自動車運輸札幌中央支店（北2東16） - 岩田地崎建設本社ビル（北2東17） - 時計台記念病院（北1東1） - 北電興業ビル（北1東3） - カトリック北一条教会・札幌司教館（北1東6） - 聖園幼稚園（北1東6） - 東7丁目緑地（北1東7） - 本門寺（北1東9） - 北海道歯科医師会（北1東9） - 北1条はるにれ公園（北1東10） - ライオンズマンション札幌スカイタワー（超高層マンション、北1東10） - サッポロオリンピアボウル（北1東12） - 日本通運札幌西支店中央物流センター東橋倉庫（北1東17） | - シティタワー札幌大通（超高層マンション、大通東2） - 札幌大通東二丁目郵便局（大通東2） - 札幌市営地下鉄東西線バスセンター前駅（大通東2） - あそぶべ公園（大通東4） - 大通夜間保育園（大通東4） - 札幌市中央体育館（大通東5） - 札幌市立中央小学校（大通東6） - テレビ北海道本社（大通東6） - 札幌市水道局本局庁舎（大通東11） - 東橋公園（大通東13） - 大通バスセンタービル（南1東1） - 太平洋興発ビル（南1東1） - 札幌南一条東郵便局（南1東5） - 鉄道弘済会札幌保育所（南1東8） - 住友生命札幌中央ビル（南2東1） - ホテルハシモト（南2東2） - 北海道神宮頓宮（南2東3） - 札幌興正寺別院（南2東5） - 二条市場（南3東1） - ビッグタワー南3条（超高層マンション、南3東2） - ラフィネタワー札幌南3条（超高層マンション、南3東3） - 創成東病院（南3東3） - 北海寺（南3東4） - 千歳鶴酒ミュージアム（南3東5） - 日本清酒札幌酒造工場（南3東5） - 札幌東武ホテル（南4東1） - 札幌南四条郵便局（南4東2） - ホテルクラークイン（南4東4） - ホテルロンシャンサッポロ（南5東1） - 東横イン札幌薄野南（南6東2） - 竹山食品工場（南6東2） - ホテルエス（南6東3） - ホテルVentitrelPORTE（南6東3） |

## 参考資料
- 北4東6周辺地区まちづくりWEB（北4東6周辺地区まちづくり準備組合）
- 札幌創世1.1.1区北1西1地区市街地再開発組合 - ウェイバックマシン（2020年2月11日アーカイブ分）
- 生まれ変わる創成川通と駅前通（広報さっぽろ2009年2月号）
- 創成川通アンダーパスの連続化（札幌市建設局土木部）
- 苗穂駅周辺地区のまちづくり（さっぽろの都市計画）
- 札幌市平成24年度予算・主な事業について　3.活力みなぎる元気な街
- JR苗穂駅周辺地区に関連する都市計画の決定・変更について
- 札幌駅交流拠点のまちづくり
- "20年後の札幌駅"構想策定を先送り　周辺再整備検討委 - ウェイバックマシン（2011年1月24日アーカイブ分）

再開発相談地区
- 札幌創世1.1.1区北1西1地区
- 北4東6周辺地区
- 北3東11周辺地区